# George Neville, 1. baron Latimer
George Neville, 1. baron Latimer eller (Latymer) (død 30. december 1469) var en engelsk adelsmand.
George Neville var den femte søn af Ralph Neville, 1. jarl af Westmorland og hans anden hustru Joan Beaufort, datter af Johan af Gent. Han arvede Latimer-godset efter sin halvonkel John Nevilles død, 6. baron Latimers død i 1430 (se baron Latimer), og den 25. februar 1432 blev han indkaldt til parlamentet som baron Latimer.
Lord Latimer kæmpede senere i Skotland i 1436, var fredsdommer for Cumberland i 1437 og blev optaget i det gehejmerådet i 1439.
I 1437 blev Lord Latimer gift med Lady Elizabeth (1417–1480), datter af Richard Beauchamp, 13. jarl af Warwick og hans første hustru, Elizabeth Berkeley. De fik fire børn:
- Katherine Neville, der døde barnløs.
- Sir Henry Neville (d. 26. juli 1469), som blev gift med Joan Bourchier, datter af John Bourchier, 1. baron Berners og Marjorie Berners, og fik følgende børn:
  - Joan Neville, født ca. 1464, Latimer, Buckinghamshire, England; hun blev gift med Sir James Ratclyffe. [2]
  - Richard Neville, 2. baron Latimer (Latimer, Buckinghamshire / Sinnington, North Riding of Yorkshire, ca. 1468 - Snape, North Yorkshire, december 1530, begravet i Well, North Yorkshire), gift i Grafton, Worcestershire i 1490 med Anne Stafford (Grafton, Worcestershire, ca. 1471 - efter 1513, begravet i Well, North Yorkshire), datter af Sir Humphrey Stafford af Grafton (Grafton, Worcestershire, ca. 1427, henrettet efter ordre af kong Henrik 7. for at have taget Richard 3.'s side, Tyburn, 8. juli 1486) og Catherine Fray (1437–1482), og fik afkom, herunder John Neville, 3. baron Latimer.[3]
  - Thomas Neville (1468–1546), Født i Shenstone, Staffordshire, England. Han var Lord af Mathom og giftede sig med Letitia Harcourt (1494–1520), datter af Sir Robert Harcourt af Stanton Harcourt og Agnes Lymbrake, og fik afkom.[4]
- Thomas Neville, af Shenstone, Staffordshire.[1]
- Jane Neville, der blev gift med Oliver Dudley. [ <span title="This claim needs references to reliable sources. (May 2011)">citat nødvendigt</span> ]

George Neville ser ud til at have lidt af en eller anden form for demens i sine senere år, da han blev beskrevet som en "idiot", og værgemålet over hans lande blev givet til hans nevø, Richard Neville, 16. jarl af Warwick, "Kongemageren". George Neville, Lord Latimer, døde den 30. december 1469 og blev efterfulgt i baroniet af sit barnebarn Richard, idet hans ældste søn Sir Henry Neville var død flere måneder tidligere i Slaget ved Edgecote Moor, den 26. juli 1469.

## Yderligere læsning
- Kidd, Charles, Williamson, David (redaktører). Debrett's Peerage and Baronetage (udgave 1990). New York: St Martin's Press, 1990.
- Leigh Rayment's Peerage Pages
- Lundy, Darryl. "FAQ". The Peerage.[upålidelig kilde]